# Ptah

Representación de Ptah

Ptah Señor de la Magia es un dios creador en la mitología egipcia, donde se lo venera como el «maestro constructor», pues es el inventor de la albañilería y el patrón de los arquitectos y de los artesanos. Se le atribuía también poder destructor y sanador.
Su nombre en egipcio es Ptḥ'. Su versión griega es Hefesto y la romana, Vulcano.

## Iconografía

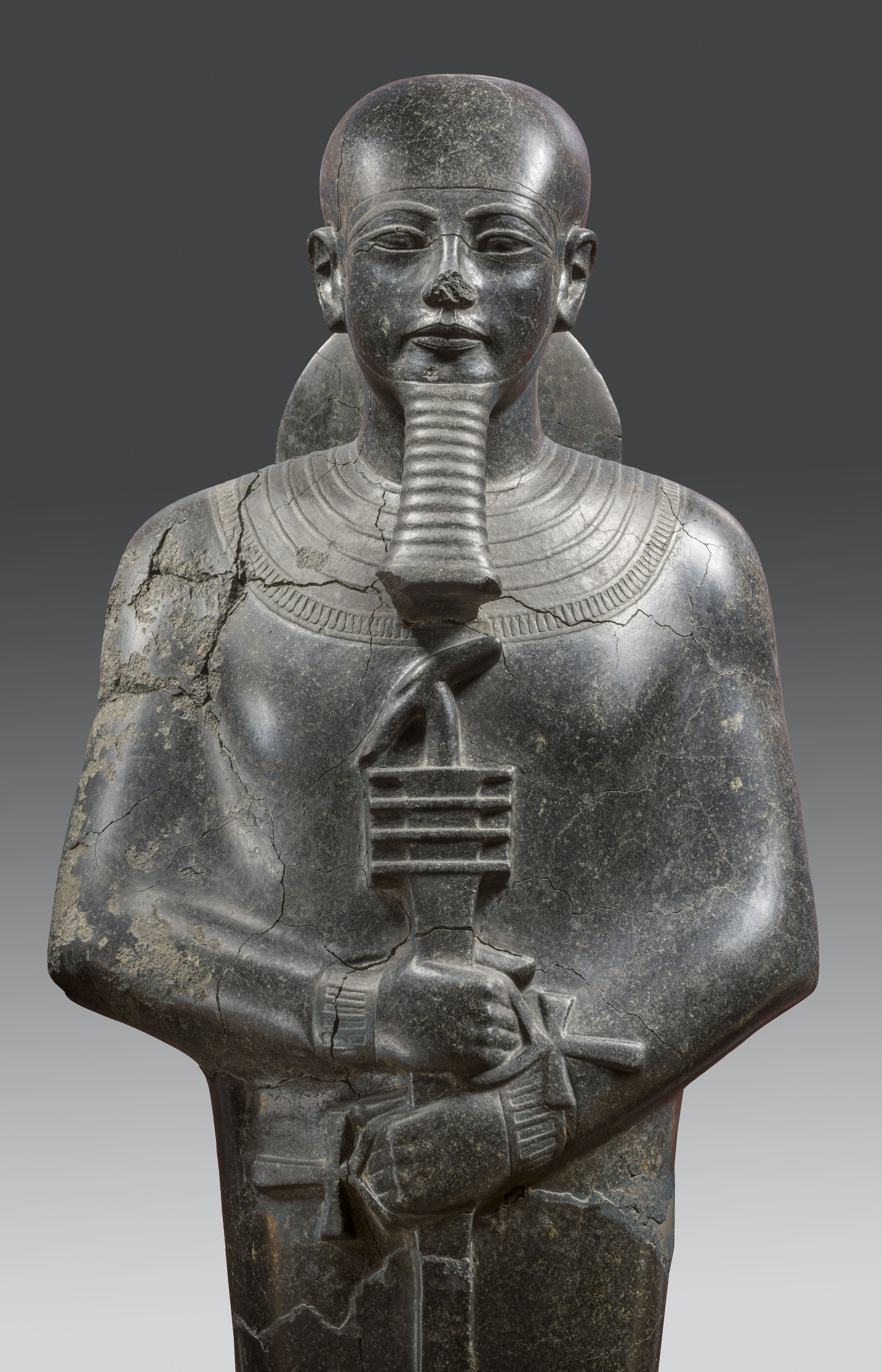
Estatua de Ptah en granodiorita. Museo Egipcio de Turín.

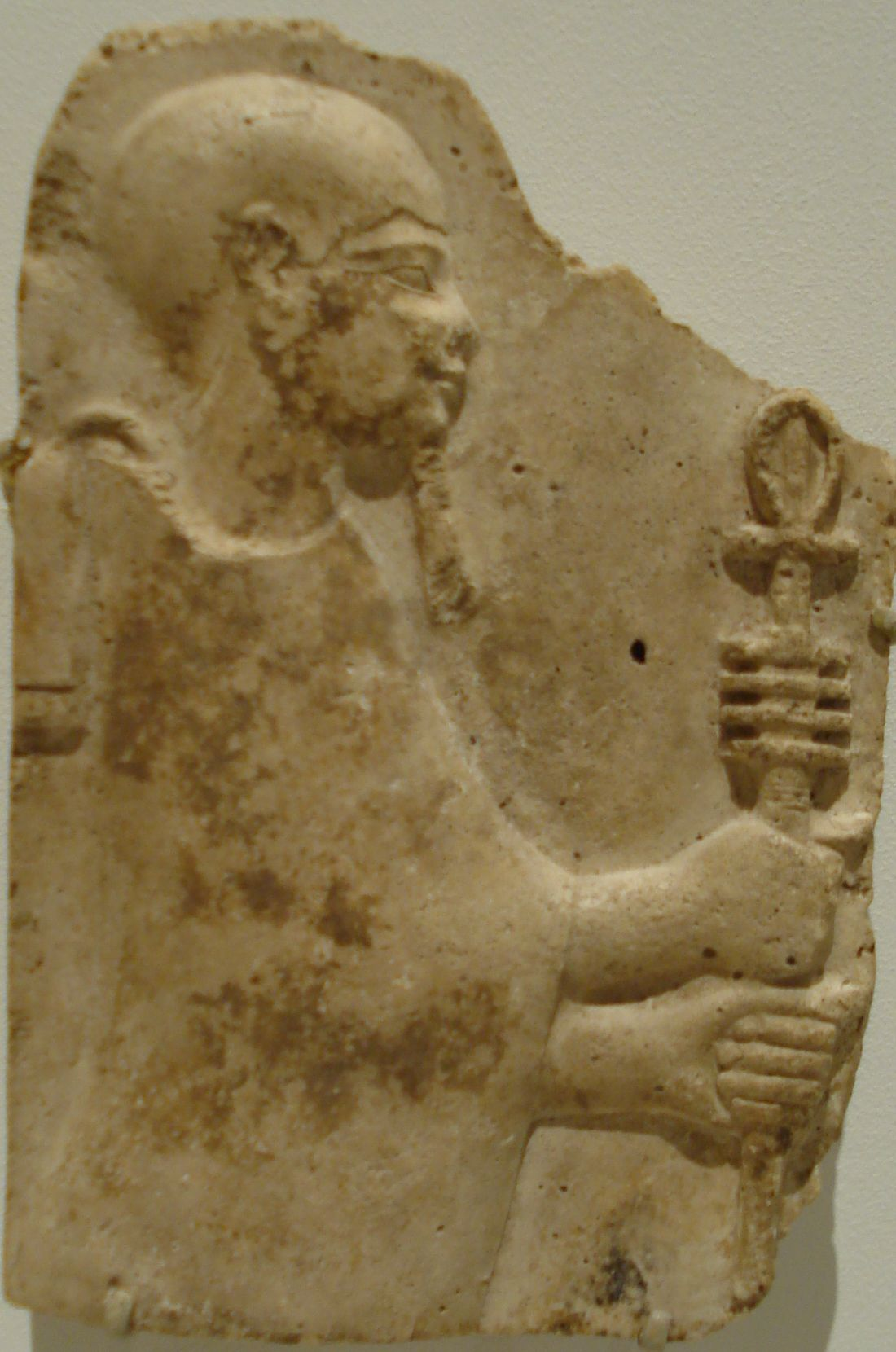
Relieve de Ptah en estuco portando cetro, anj y dyed. Período tardío o ptolemaico.

El dios tenía forma de hombre con barba recta (los demás dioses egipcios la llevan curva), envuelto en un sudario, con un casquete en la cabeza. Debajo de esta no tenía pelo, pues lo llevaba rapado como toda persona egipcia. Llevaba además el collar menat, el cetro uas con el pilar Dyed y el Anj. Se paraba sobre un pedestal, símbolo de Maat.

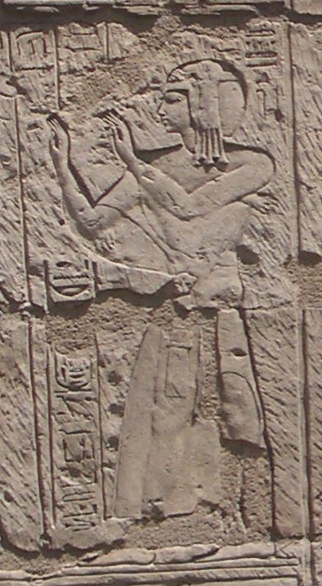
Sheshonq (s. IX a. C.), sumo sacerdote de Ptah.

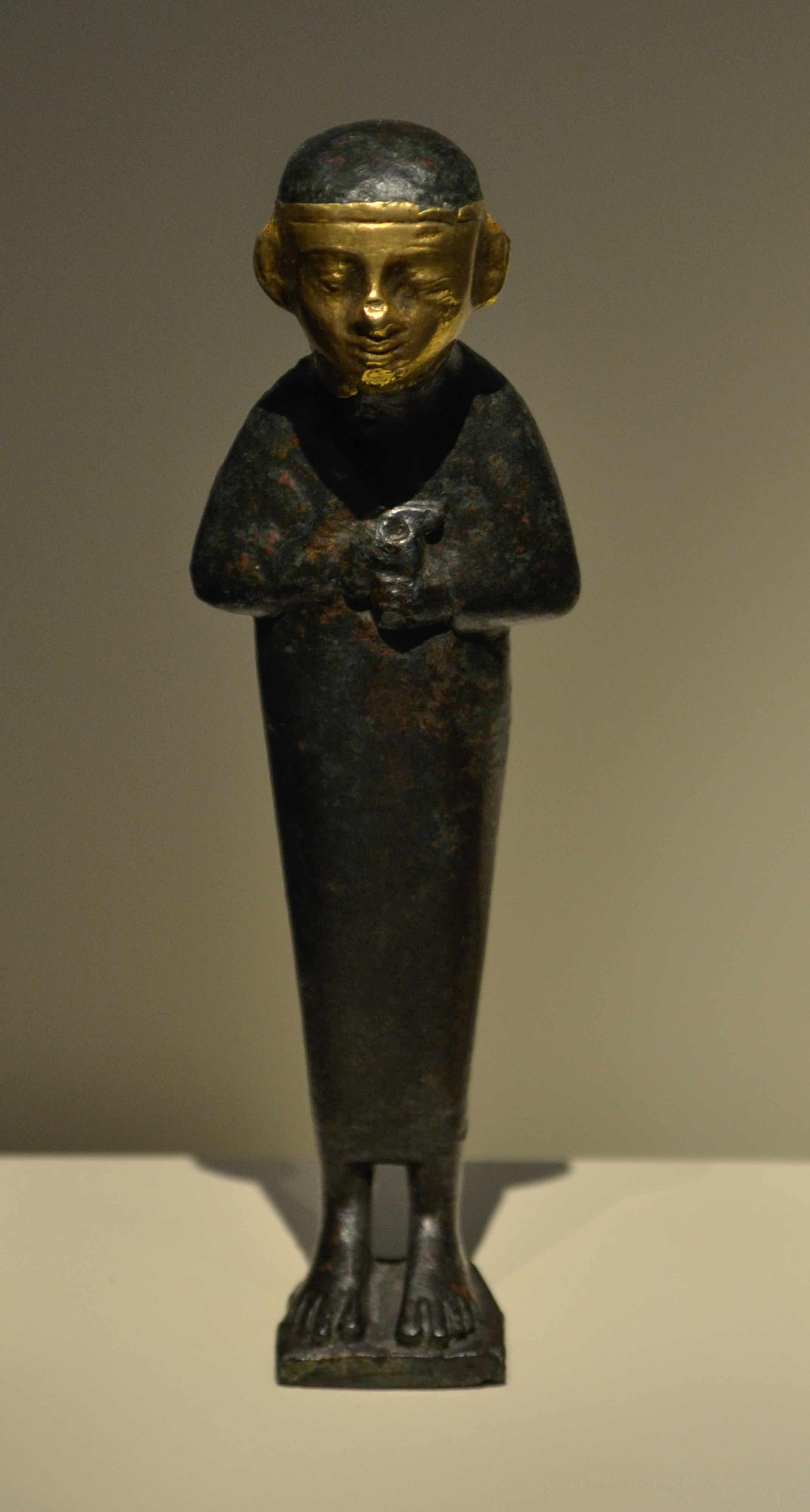
El Sacerdote de Cádiz, estatuilla de bronce que representa a Ptah.

## Historia
Era la deidad de la ciudad de Menfis, donde se encontraba uno de los principales templos de Ptah y, por tal razón, la preeminencia de la dicha ciudad sobre el resto de las ciudades egipcias implicaba la elevación del dios sobre el resto del panteón egipcio. Mientras la ciudad de Menfis se mantuvo como capital política del reino, el culto y el clero de Ptah conservaron una posición de preeminencia.
Durante la época del Imperio Antiguo fue el dios más poderoso, asociado al poder menfita, pero con el tiempo perdió notoriedad frente a Ra y Amón. Las ciudades del Antiguo Egipto rivalizaban por considerar a Ptah como creador del mundo (Menfis) o como una divinidad surgida de las otras (Tebas).
Durante el periodo ramésida (XIX-XX Dinastías), Ptah formó con Amón y con Ra la gran tríada del reino.

## Mitología
Según la cosmogonía menfita, Ptah primero se creó a sí mismo y como dios creador, "el que daba vida", pensó luego en el universo y lo dijo en voz alta. Al pronunciar las palabras, el mundo se hizo realidad y creó a los dioses, que son atribuciones y modos de su creador. Los sacerdotes de Menfis declararon que Ptah era a la vez hombre y mujer: era el "padre que engendró a Atum" y la "madre que dio a luz a Atum". En este mito de la creación, los dioses de Heliópolis son los dientes y los labios de Ptah, creados por él con su corazón y su lengua.
Estableció las regiones (nomos), edificó las ciudades, asignó a cada dios su lugar de culto, edificó sus templos y determinó las ofrendas que debían recibir. 
En la tríada de Menfis, era el esposo de Neit (más tarde de Sejmet) y el padre de Nefertum. Se le atribuía también ser el padre del sabio Imhotep.

## Sincretismo
Fue identificado con el Nun primigenio. En épocas tardías se le asimiló a Osiris, surgiendo así el dios funerario Ptah-Sokar-Osiris, representado momiforme, como Osiris.

## Culto
Originario de Menfis, fue muy venerado allí y también en Deir el-Medina y en Serabit el-Jadim (Sinaí), donde se le construyó un speos. En Karnak se encuentra un templo dedicado a Ptah, en el extremo norte del gran templo de Amón, construido por Tutmosis III, y restaurado por Shabako y varios reyes ptolemaicos. En su honor erigieron templos además en Abidos, Pi-Ramsés y Nubia (Abu Simbel y Gerf Hussein).
El sumo sacerdote de Ptah era el jefe supremo de los artesanos y tenía el título de "Maestro constructor".

## Epítetos
| Q3 · X1 | V28 | A40 | \| \| | Q3 · X1 | V28 |
|         |     |     |       |         |     |

|  |

| Q3 · X1 | V28 | A40 | \| \| | Q3 · X1 | V28 |
|         |     |     |       |         |     |

|  |

| C20 | \| \| | C19 |
|     |       |     |

|  |

| C20 | \| \| | C19 |
|     |       |     |

|  |

Tuvo los títulos de "señor de la magia", "señor de la oscuridad", "señor de la justicia", "señor de la verdad", "señor de las serpientes y de los peces", "el doble ser" y "el de hermoso rostro".

## Nombres teóforos
De esta divinidad proviene el nombre de Egipto, utilizado por Homero para designar tanto al río como al país. Esta palabra griega Aigyptos, que pasó a otras lenguas, procede de Hat Ka Ptah "la Casa del Espíritu de Ptah", nombre de un templo de la ciudad de Menfis que luego dio nombre a la ciudad Hiku-ptah.
Incluyeron su nombre los faraones de la Dinastía XIX, Merenptah y Siptah, y otros personajes, como Ptah-hotep, Ptah-Shepses, Kai-Ker-Ptah, etc.